# Patrobus
Patrobus là một chi bọ cánh cứng thuộc họ Carabidae đặc hữu của miền Cổ bắc (bao gồm châu Âu) và miền Tân bắc.

## Hình ảnh

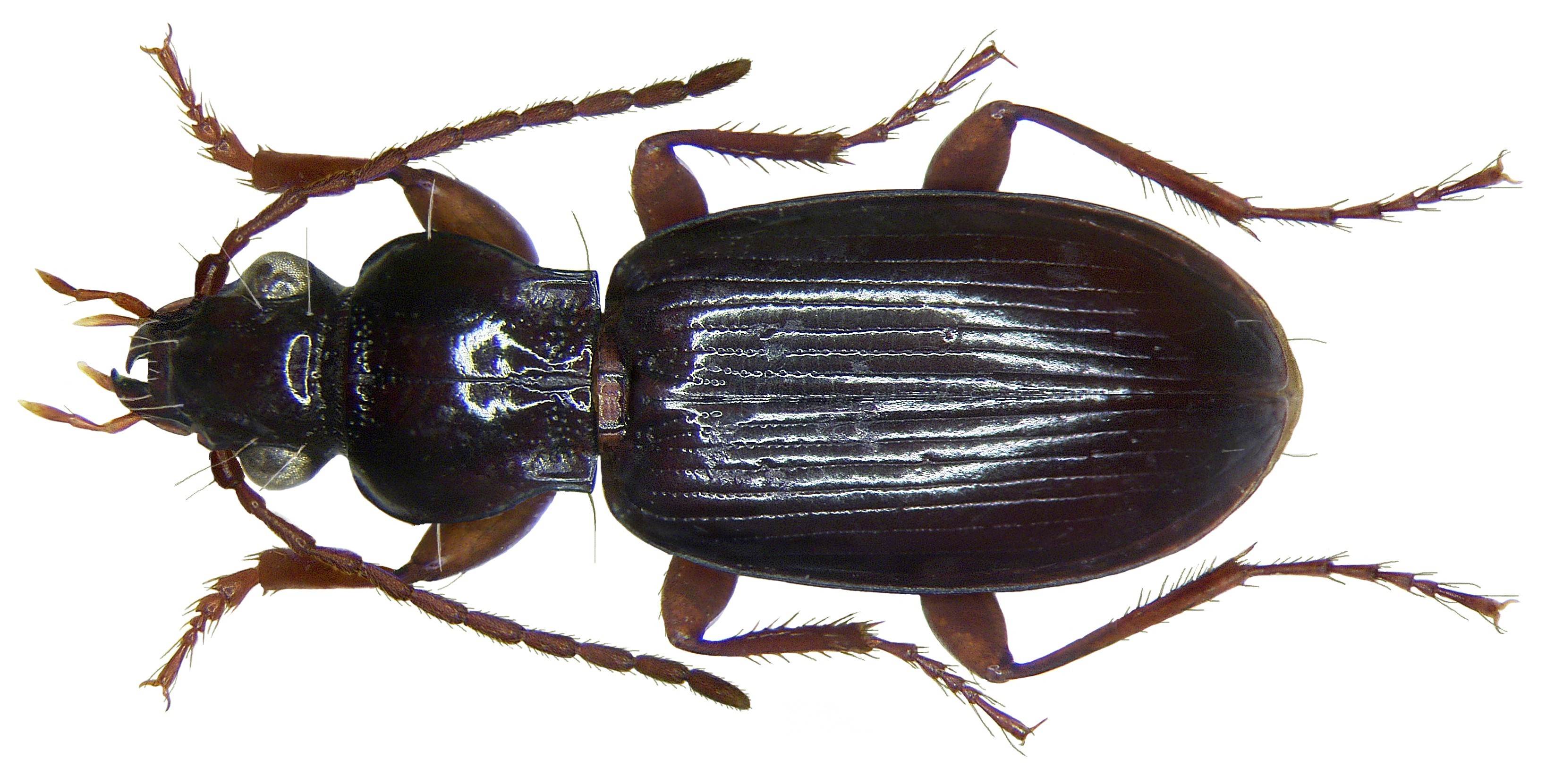